# Namo Buaya
Namo Buaya is een bestuurslaag in het regentschap Subulussalam van de provincie Atjeh, Indonesië. Namo Buaya telt 962 inwoners (volkstelling 2010).